# Sonneborn rettet die Welt

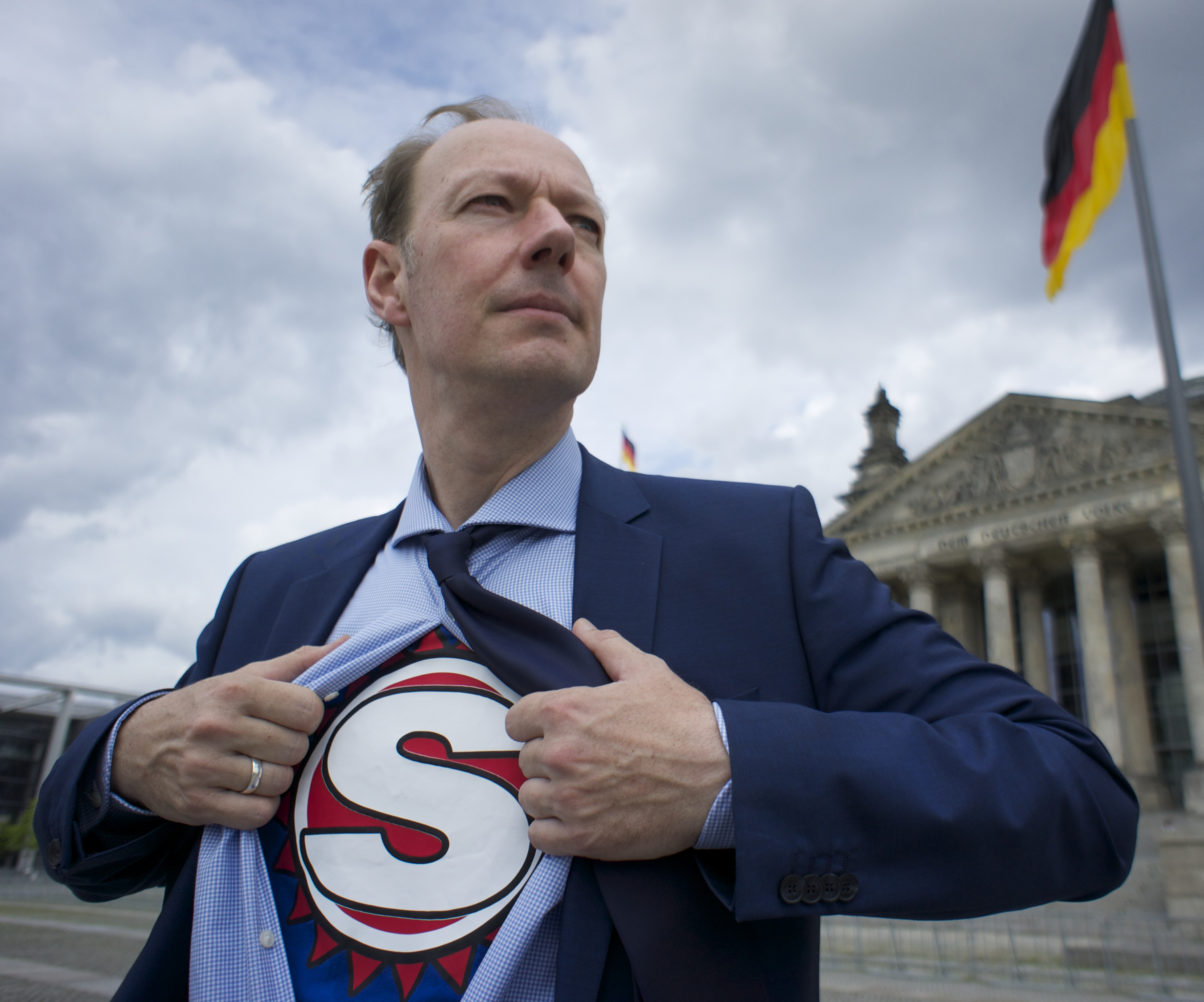
Martin Sonneborn als Weltretter vor dem Berliner Reichstag.

Sonneborn rettet die Welt ist eine am 10. Oktober 2013 ausgestrahlte dreiteilige Satire-Serie auf ZDFneo. Sie wurde 2014 mit einem Grimme-Preis ausgezeichnet.

## Inhalt

### Folge 1: Finanzmärkte
Erste Aufgabe: Zusammenbruch des Finanzmarktes verhindern!
Bezugnehmend auf das Buch „2052. Der neue Bericht an den Club of Rome“ besucht Martin Sonneborn dessen Autor Jørgen Randers in Rom, der ihm aufträgt, den Zusammenbruch der Finanzmärkte aufzuhalten, da, wenn wir nicht „schnell handeln“, unsere Welt „zur Hölle fahren“ wird. Er rät der europäischen Zentralbank, 1 Billionen Euro an die ärmsten 15 Prozent der Welt zu verteilen um das globale Armutsproblem zu verbessern. Danach hat Sonneborn ein kurzes Gespräch mit Gregor Gysi in Berlin. Auf der Suche nach einem Finanzfachmann begibt sich Sonneborn nach Frankfurt, wo ihn die Deutsche Bank zu einem Interview mit ihrem Pressesprecher Stefan Georgi eingeladen hat. Dabei hat das Geldinstitut bereits alle Fragen und Antworten vorformuliert, und Sonneborn muss nur die Fragen richtig vorlesen.
Als Nächstes besucht Sonneborn ein Seminar für Geldanleger, dessen Vortragsredner ihn davon überzeugt, dass nach einem Zusammenbruch des Finanzsystems der Tauschhandel aufblühen und man gut beraten sein wird, Gebrauchsgüter vorrätig zu halten, zum Beispiel Wodka. Sonneborn greift die Idee auf und versucht im Anschluss, in verschiedenen Geschäften Waren im direkten Tausch gegen Wodkaflaschen zu erwerben, jedoch ohne Erfolg. Er besucht danach einen Umsonstladen, bei dem man nicht mehr gebrauchte Objekte kostenlos erhalten kann.
Um die Frage zu beantworten, wer wohl nach einem Finanzkollaps am überlebensfähigsten sei, befragt Sonneborn Passanten aus zwei Berliner Stadtteilen, dem reichen Charlottenburg und dem ärmeren Neukölln. Es zeigt sich, dass die Menschen aus Neukölln besser mit Alltagsproblemen fertig werden als die reichen Charlottenburger. Auch beim erfolgreichen Wechsel eines Staubsaugerbeutels zeigen sich die lokalen Unterschiede.
Am Ende des ersten Teils erklärt der Sachbuchautor Georg Zoche die Vorteile einer neuen unabhängigen transnationalen Währung, die die Weltwirtschaft retten und gleichzeitig eine sozialere Welt schaffen könnte.

### Folge 2: Umwelt
Zweite Aufgabe: den CO2-Ausstoß stoppen!
In der zweiten Folge trifft Sonneborn auf seiner Mission wieder Jørgen Randers vom Club of Rome, der ihm erklärt, wie der für das Klima schädliche CO2-Ausstoß wirkungsvoll verlangsamt werden könnte: indem 100 Millionen Europäer Emissionsrechte für je 5 Tonnen CO2 kaufen und anschließend vernichten, was den Preis für diese Papiere in die Höhe treiben würde. Sonneborn erwirbt Emissionsgutscheine für 50 Euro und besucht den damaligen Bundesumweltminister Peter Altmaier, dem er einige davon verkauft und diese noch im Büro des Ministers verbrennt.
Auf dem Weg zur europäischen Strombörse in Leipzig befragt der Satiriker Menschen auf der Straße, welche Einschränkungen ihrer Lebensgewohnheiten sie in Kauf zu nehmen bereit wären, um die Welt zu retten, und erhält einige kreative Antworten. Weitere Interviews auf der Strombörse überzeugen Sonneborn davon, dass letztlich die Politik in der Verantwortung steht.
Er besucht die Grünen-Politikerin Bärbel Höhn, die diese Sicht teilt und, um ihren guten Willen zu beweisen, von Sonneborn weitere Emissionsscheine aufkauft und dem Schredder in ihrem Büro überantwortet. Sie weist aber auch auf die übermächtigen Lobbyinteressen hin, die den Gang der Politik beeinflussen würden.
Er besucht die Kleinstadt Proschim, dessen Bewohner einem Braunkohletagebau-Projekt des Energieriesen Vattenfall weichen sollen. Durch aggressiven Lobbyismus hat Vattenfall es nicht nur geschafft, die Bürgerinteressen auszuschalten, sondern verantwortet darüber hinaus durch den Braunkohleabbau die Freisetzung weiterer Milliarden Tonnen CO2. Solidarisch beschließt Sonneborn, nach Berlin zu fahren, und inszeniert eine Straßen-Protestaktion vor dem Hauptgebäude von Vattenfall.
Zum Schluss stellt er einige Berliner Initiativen vor, die umweltfreundliche Grassroots-Projekte vorantreiben, zum Beispiel eine Initiative, die Berliner Stromwerke zurückkaufen will, um sie wieder gemeinnützig betreiben zu können. Der Nahrungsmittel-Recycler Raphael Fellmer rettet weggeworfenes Essen aus Mülltonnen. Ein Tempelhofer Versuchsprojekt stellt ein überall einsatzfähiges lokales System vor, bei dem in einem Nährstoffkreislauf Fische und Pflanzen gezüchtet werden können.

### Folge 3: Lobbyismus
Dritte Aufgabe: Korruption bekämpfen!
Die dritte Folge dreht sich um die Frage, wie es kommt, dass Deutschland, anders als viele Länder, den UN-Vertrag zur Bekämpfung der Korruption nicht ratifiziert, weil eine entsprechende Initiative seit 10 Jahren von CDU/CSU und FDP blockiert wird. Wieder ist es Jørgen Randers, der die Parole ausgibt: Finden Sie es heraus!
Und wieder ist es der LINKEN-Abgeordnete Gregor Gysi, der Sonneborn den Weg durch den Parlamentsdschungel weist. So lernt er den CSU-Politiker Wolfgang Götzer kennen, der einer der vehementesten Gegner von Anti-Korruptionsgesetzen ist, sich aber bei einer Informationsveranstaltung zu diesem Thema auf Nachfrage Sonneborns in Widersprüche verwickelt. Das windige Wirken des CSU-Politikers bestätigt auch Karl Lauterbach von der SPD.
Als Nächstes ruft Martin Sonneborn ein Busunternehmen ins Leben, das in Form einer Rundfahrt interessierte Touristen zu Sehenswürdigkeiten der Berliner Korruptionsgeschichte kutschiert.
Im edlen China Club trifft er den „Top-Lobbyisten“ Karl Jurka, der das System des korrupten Lobbyismus erklärt und konkrete Tipps gibt, wie Martin seine Idee eines „Weltrettungstages“ in die Tat umsetzen könnte – nämlich mit Hilfe von Lobbyisten. Er trifft den Berliner Insider Michael Müller, der sich für das Thema interessiert und zu helfen verspricht. Dieser macht Sonneborn mit dem jungen SPD-Politiker Matthias Miersch bekannt, der ebenfalls von der Idee begeistert ist und sich der Sache annehmen will.
Doch zunächst befragt Sonneborn wieder Passanten, diesmal zu der Frage, ob Politiker unsere Welt überhaupt noch retten können. Die meisten reagieren skeptisch und pessimistisch. Doch zum Schluss kann Martin Sonneborn als Besucher einer Parlamentsdebatte tatsächlich hören, wie Matthias Miersch die Idee einer außerordentlichen parlamentarischen Beratung der großen Themen des Planeten und der Menschheit in einer Bundestagsrede aufgreift.

## Trivia
Aufgrund des Interviews mit Stefan Georgi von der Deutschen Bank erhielt der Satiriker eine Beschwerde des Geldinstituts.
Der Film erhielt im Jahr 2014 den renommierten Grimme-Preis in folgenden Kategorien:
Andreas Coerper (Idee/Buch/Regie), Susanne Müller (Regie/Produktion) und Martin Sonneborn ("Weltretter").